# Stygmaty (film)
Stygmaty (ang. Stigmata) – amerykański film z 1999 roku w reżyserii Ruperta Wainwrighta. Scenariusz do niego napisali Rick Ramage i Tom Lazarus.

## Obsada
Patricia Arquette jako Frankie Paige

Gabriel Byrne jako ojciec Andrew Kiernan

Jonathan Pryce jako kardynał Daniel Houseman

Nia Long jako Donna Chadway

Thomas Kopache jako ojciec Durning

Rade Serbedzija jako Marion Petrocelli

Enrico Colantoni jako ojciec Dario

Dick Latessa jako ojciec Gianni Delmonico

Portia de Rossi jako Jennifer Kelliho

Patrick Muldoon jako Steven

Ann Cusack jako dr Reston

## Fabuła
Zagubiona dusza otrzymuje rany Chrystusa... i szokujące przesłanie, które zmieni historię. Frankie Paige nie wierzy w Boga. Wszystko to zmienia się kiedy nagle otrzymuje stygmaty. Sprawa interesuje Watykan i jego najlepszego speca od „cudów”, ojca Keirnan. Kardynał Houseman jest przekonany, że przesłanie przekazywane przez Frankie może zniszczyć Kościół. Zdeterminowany Keirnan ryzykuje życie i swoją wiarę by uratować życie Frankie i przesłanie, które zmieni przeznaczenie ludzkości na zawsze.